# Zodarion yigitakcai
Espèce
Zodarion yigitakcai est une espèce d'araignées aranéomorphes de la famille des Zodariidae.

## Distribution
Cette espèce est endémique de Turquie. Elle se rencontre dans les provinces de Kahramanmaraş et d'Osmaniye.

## Description
Le mâle holotype mesure 2,9 mm et la femelle paratype 4,80 mm.

## Systématique et taxinomie
Cette espèce a été décrite par Coşar et Danışman en 2024.

## Étymologie
Cette espèce est nommée en l'honneur de Yiğit Akca.

## Publication originale
(mai 2024).
- Coşar & Danışman, 2024 : « A new species of spinibarbe species-group of Zodarion (Araneae: Zodariidae) from Turkey. » Arthropoda Selecta, vol. 33, no 2, p. 267-272.